# Стивен Нзонзи
Стивен Нзонзи (фр. Steven Nzonzi; Ла Гаран Коломб, 15. децембар 1988) је француски фудбалер, пореклом из Конга, који игра на позицији задњег везног играча, а тренутно наступа за турски клуб Конјаспор и фудбалску репрезентацију Француске. 

## Клупска каријера

### Младост
Нзонзи је пореклом из Конга
Фудбалску каријеру започео је у клубу Рејнинг Париз, а од 1999. године играо је у млађим категоријама Париз Сен Жермена. Након три године одлази у Ликс, након тога у Кан, Беувис и 2005. године у ФК Амјен.

### Амјен
Након што је играо у млађим категоријама Амјена, 2007. године заиграо је за први тим. Прву професионалну утакмицу одиграо је 24. новембра 2007. године у Купу Француске. Прву целу утакмицу одиграо је 15. априла 2008. године на мечу против Бастије. Први гол за свој тим постигао је 8. маја 2009. године на мечу против Стразбура.

### Блекберн роверси
Од 30. јуна 2009. године заиграо је за Блекберн роверсе, сакојима је потписао петогодишњи уговор. Прву утакмицу пдиграо је 15. августа 2009. године, када је његов тим изгубио од Манчестер Ситија, резултатом 2–0.
Први гол у дресу Блекберн роверса постигао је 4. октобра 2009. године против Арсенала.
У августу 2010. године потписао је нови уговор са Блекберн роверсима, до лета 2015. године, али ипак клуб је напустио 2012. године.

### Стоук Сити
Клубу Стоук Сити придружио се 31. августа 2012. године. Прву утакмицу одиграо је на мечу против Манчестер Ситија, 15. септембра 2012. године,  а први гол постигао је 12. маја 2013. године на мечу против Тотенјем хотспера.

### Севиља
Од 9. јула 2015. године заиграо је за Севиљу, са којом је потписао петогодишњи уговор.

### Рома
Августа 2018. године прелази у италијанску Рому. Задужио је дрес са бројем 42.

## Репрезрентативна каријера
Нзонзи је играо за фудбалску репрезентацију Француске до 21. године у квалификацијама за Европском првенство. У новембру 2017. године позван је у сениорску селекцију Франнцуске. Дебитовао је на утакмици против селекције Велса.
У мају 2018. године позван је у састав тима селекције Француске на Светско првенство 2018. године, одржано у Русији.
У групној фази играо је у првој постави репрезентације Француске.

## Статистика каријере

### Клупска
До 19. маја 2018.
| Клуб              | Сезона            | Лига                 | Лига | Лига | Национални куп | Национални куп | Лигашки куп | Лигашки куп | Континентални | Континентални | Остало | Остало |
| Клуб              | Сезона            | Лига                 | Ута  | Гол  | Ута            | Гол            | Ута         | Гол         | Ута           | Гол           | Ута    | Гол    |
| ----------------- | ----------------- | -------------------- | ---- | ---- | -------------- | -------------- | ----------- | ----------- | ------------- | ------------- | ------ | ------ |
| Амјен             | 2007/08           | Друга лига Француске | 3    | 0    | 2              | 0              | 0           | 0           | —             | —             | 5      | 0      |
| Амјен             | 2008/09           | Друга лига Француске | 34   | 1    | 1              | 0              | 1           | 0           | —             | —             | 36     | 1      |
| Амјен             | Укупно            | Укупно               | 37   | 1    | 3              | 0              | 1           | 0           | —             | —             | 41     | 1      |
| Блекберн роверси  | 2009/10           | Премијер лига        | 33   | 2    | 0              | 0              | 5           | 0           | —             | —             | 38     | 2      |
| Блекберн роверси  | 2010/11           | Премијер лига        | 21   | 1    | 1              | 0              | 2           | 0           | —             | —             | 24     | 1      |
| Блекберн роверси  | 2011/12           | Премијер лига        | 32   | 2    | 1              | 0              | 1           | 0           | —             | —             | 34     | 2      |
| Блекберн роверси  | Укупно            | Укупно               | 86   | 5    | 2              | 0              | 8           | 0           | —             | —             | 96     | 5      |
| Стоук Сити        | 2012/13           | Премијер лига        | 35   | 1    | 3              | 0              | 0           | 0           | —             | —             | 38     | 1      |
| Стоук Сити        | 2013/14           | Премијер лига        | 36   | 2    | 2              | 0              | 2           | 0           | —             | —             | 40     | 2      |
| Стоук Сити        | 2014/15           | Премијер лига        | 38   | 3    | 2              | 0              | 2           | 1           | —             | —             | 42     | 4      |
| Стоук Сити        | Укупно            | Укупно               | 109  | 6    | 7              | 0              | 4           | 1           | —             | —             | 120    | 7      |
| Севиља            | 2015/16           | Прва лига Шпаније    | 28   | 3    | 6              | 1              | —           | —           | 12            | 0             | 46     | 4      |
| Севиља            | 2016/17           | Прва лига Шпаније    | 35   | 2    | 3              | 0              | —           | —           | 8             | 1             | 46     | 3      |
| Севиља            | 2017/18           | Прва лига Шпаније    | 27   | 1    | 7              | 0              | —           | —           | 10            | 0             | 44     | 1      |
| Севиља            | Укупно            | Укупно               | 90   | 6    | 16             | 1              | —           | —           | 30            | 1             | 136    | 8      |
| Укупно у каријери | Укупно у каријери | Укупно у каријери    | 322  | 18   | 28             | 1              | 13          | 1           | 27            | 2             | 393    | 22     |

### Интернационална
До 17. новембра 2020.
| Национални тим | Год    | Ута | Гол |
| -------------- | ------ | --- | --- |
| Француска      | 2017   | 2   | 0   |
| Француска      | 2018   | 12  | 0   |
| 2020           | 6      | 0   |     |
| Укупно         | Укупно | 20  | 0   |

## Трофеји

### Севиља
- Лига Европе (1) : 2015/16.

### Француска
- Светско првенство (1) : 2018.